# His Grace Gives Notice (1933)
His Grace Gives Notice é um filme britânico de 1933, do gênero comédia, dirigido por Leslie S. Hiscott e baseado no romance His Grace Gives Notice, de Lady Laura Troubridge, que anteriormente tinha sido adaptado em um filme de 1924. Foi estrelado por Arthur Margetson, Viola Keats, Charles Groves e Victor Stanley.

## Elenco
- Arthur Margetson – George Barwick
- Viola Keats – Barbara Rannock
- Victor Stanley – James Roper
- Barry Livesey – Ted Burlington
- Ben Welden – Michael Collier
- Edgar Norfolk – Capitão Langley
- Dick Francis – Sr. Perks
- Laurence Hanray – Sr. Grayling
- Charles Groves – Henry Evans
- O. B. Clarence – Lord Rannock
- Gertrude Sterroll – Lady Rannock